# 鼻顔稲荷神社
鼻顔稲荷神社（はなづらいなりじんじゃ）は、長野県佐久市岩村田にある神社。佐久地域を代表する稲荷神社である。
まれに日本三大稲荷の一つとされることがあるが、一般的には日本五大稲荷の一つに数えられる。旧社格は無格社。

## 祭神
祭神は宇迦之御魂命（ウカノミタマ）、猿田彦命（サルタヒコ）、大宮能売大神（オオミヤノメ）。京都・伏見稲荷大社からの分霊をまつる。天下泰平、五穀豊穣・家内安全・商売繁盛・交通安全・進学成就といった神徳がある。
伏見稲荷大社・豊川稲荷（愛知県豊川市）・祐徳稲荷神社（佐賀県鹿島市）・笠間稲荷神社（茨城県笠間市）とともに日本五大稲荷のひとつに数えられる（諸説あり）。

## 歴史

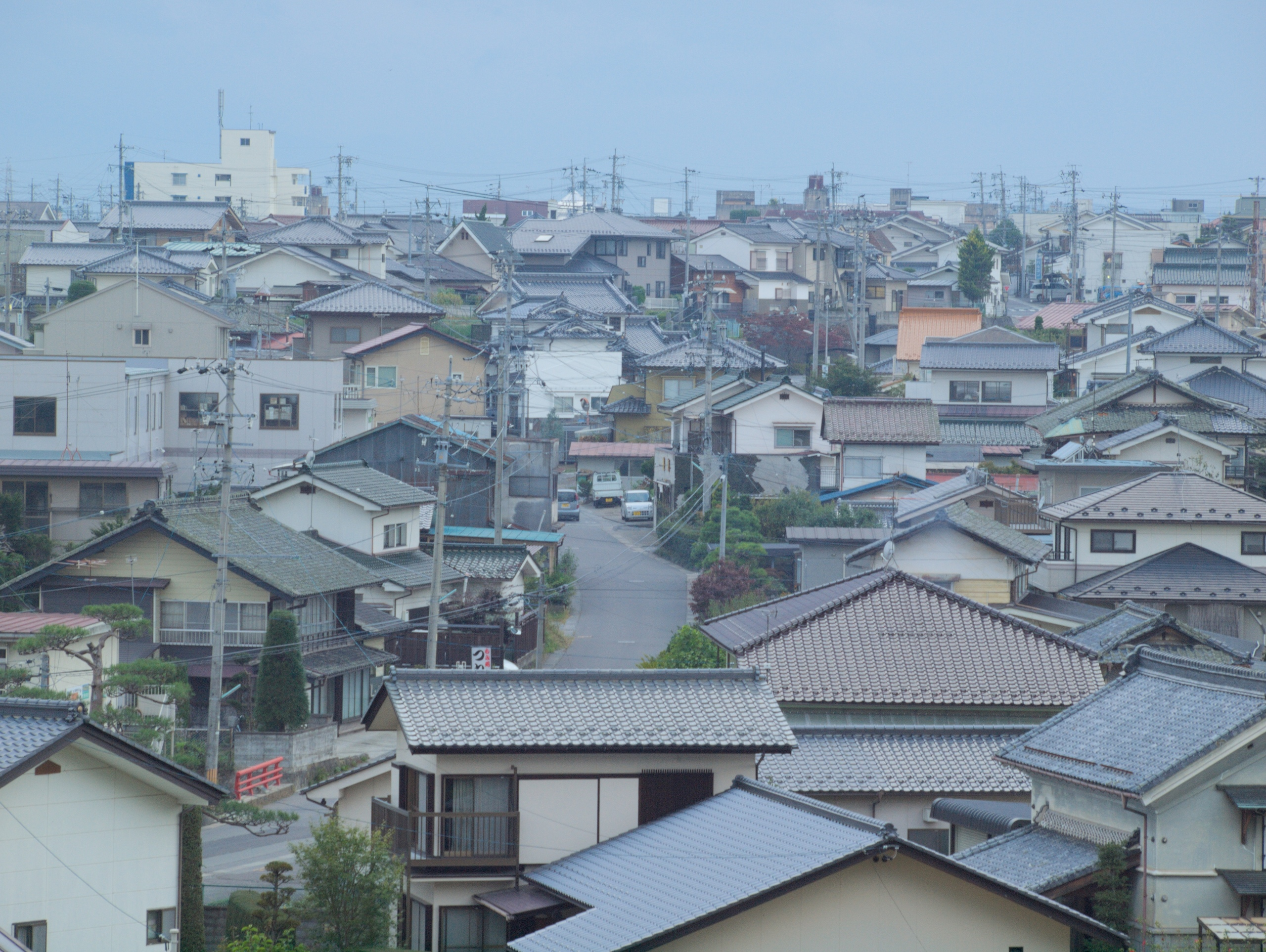
鼻顔稲荷神社より望む岩村田の町並み。

稲荷町・花園町は当社の鳥居前町として発展してきた町である。
永禄年間（室町時代後期、戦国時代）の創建。社名の「鼻顔」は所在地名から採られたもの。ただし、川向こうに見える「飯綱下」という地名から、本来の社名は「飯綱稲荷」であったという説もある。
「天下の名稲荷」とうたわれ信仰は篤く、信仰組織（稲荷講）は佐久に留まらず、上田地域や上野国（群馬県）・武蔵国（埼玉県）といった関東方面まで広がっていた。特に、初午・二の午（年によっては三の午も）・小満は多くの参拝客で賑わった。
このほか、当社には「おこもり」（お籠り）という風習が江戸時代から明治の初め頃まで存在した。主に女性が遠方から参拝に訪れており、風紀上の懸念から役所が禁止令を出したとも伝わる。

## 境内

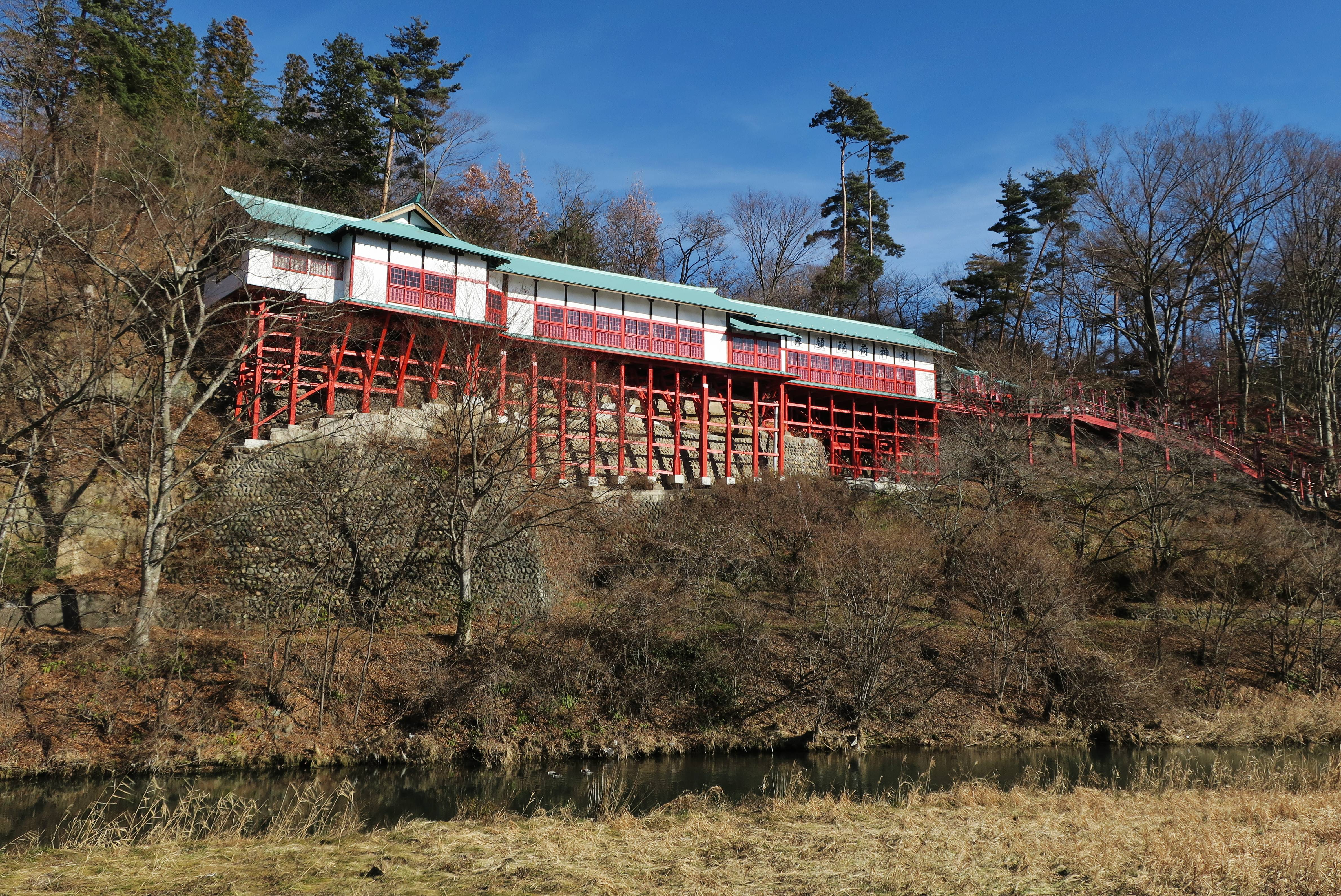
湯川対岸より社殿を見上げる

社殿は懸崖造り。湯川に臨む断崖に朱塗りの柱を下ろし、社殿を支えている。
境内にはケヤキの木とアカマツの木が双生した「相生の樹」があり、縁結びの名所として知られる。春は川面に映る桜が美しい。

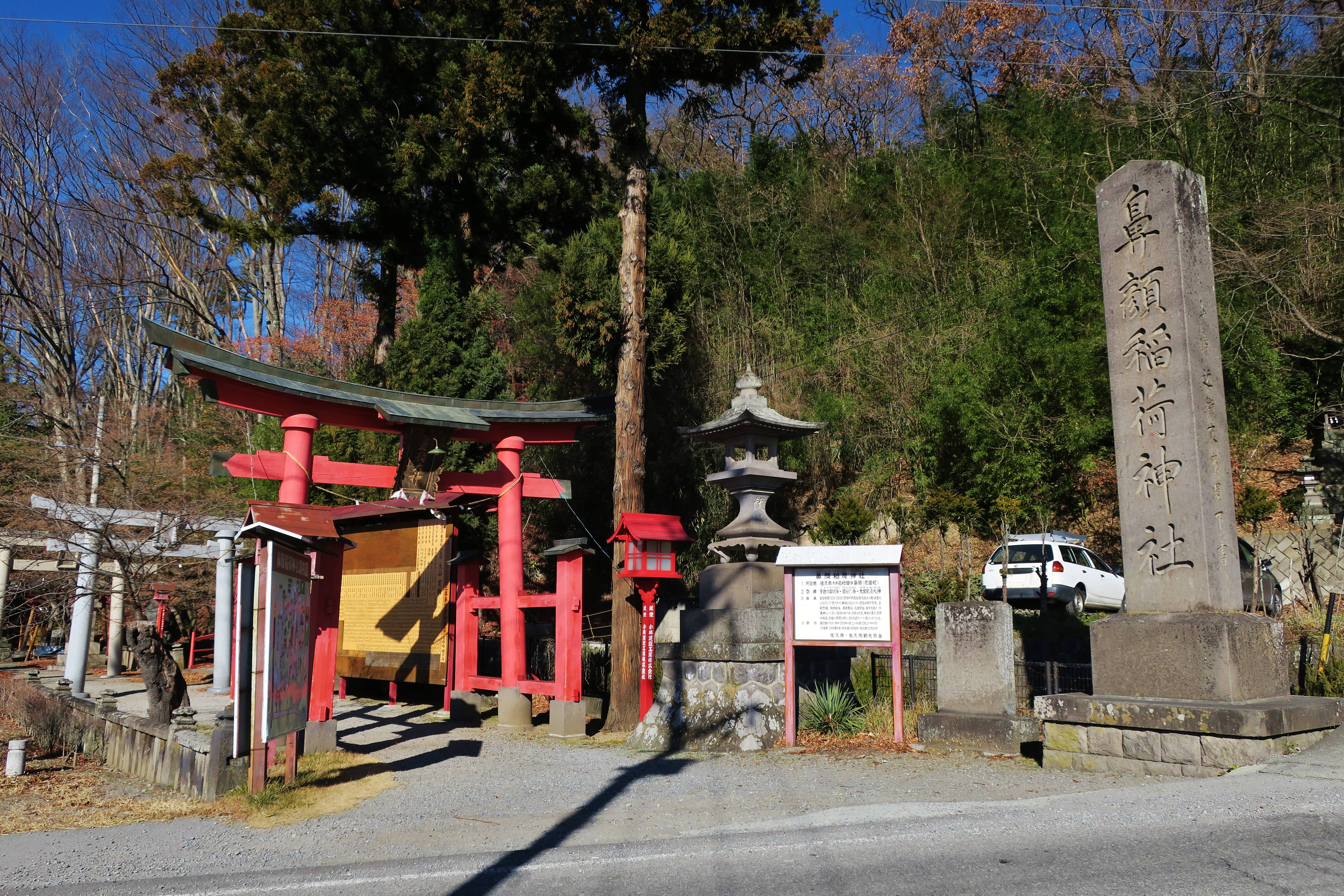
門柱は近衛文麿揮毫
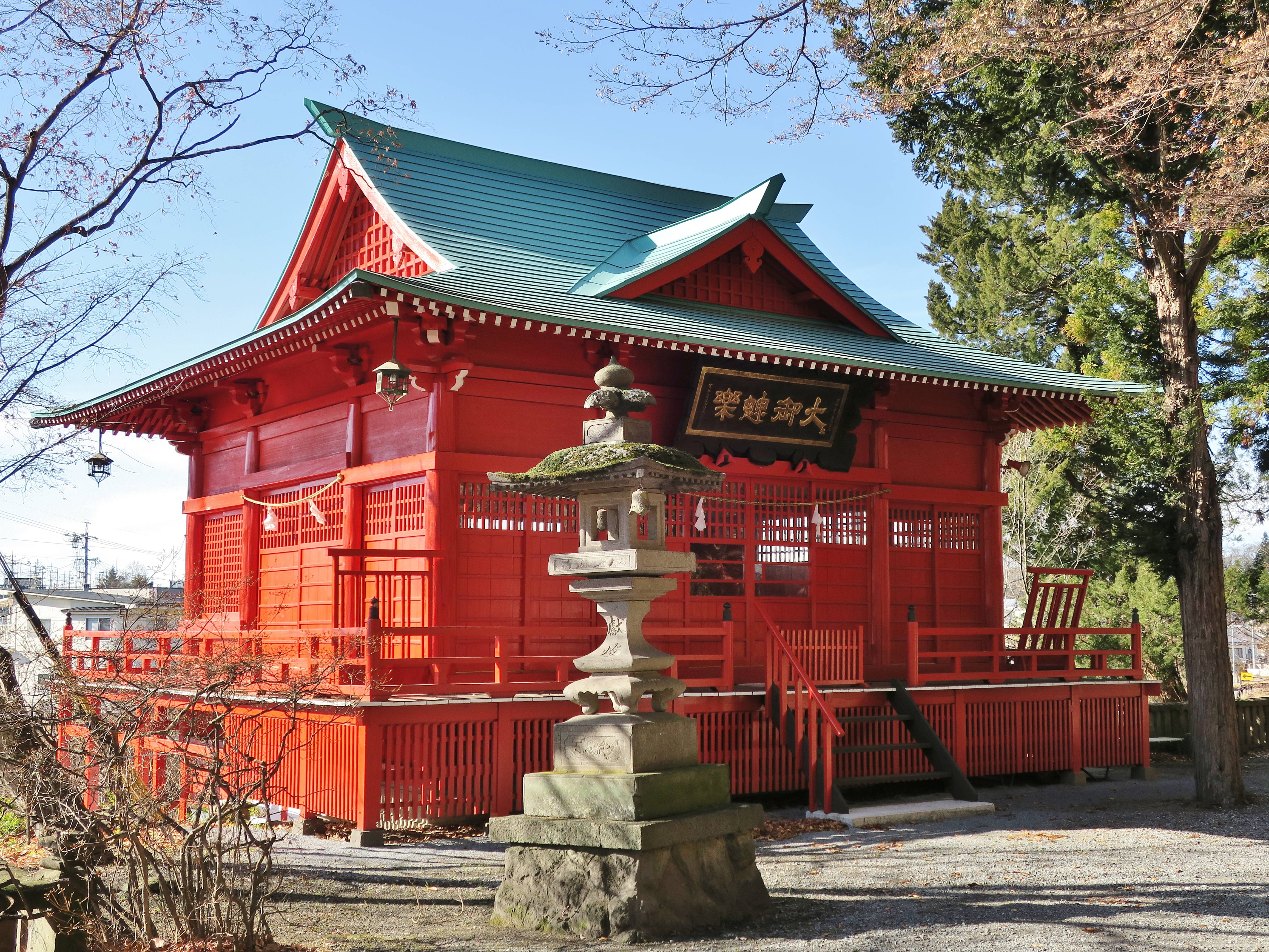
神楽殿
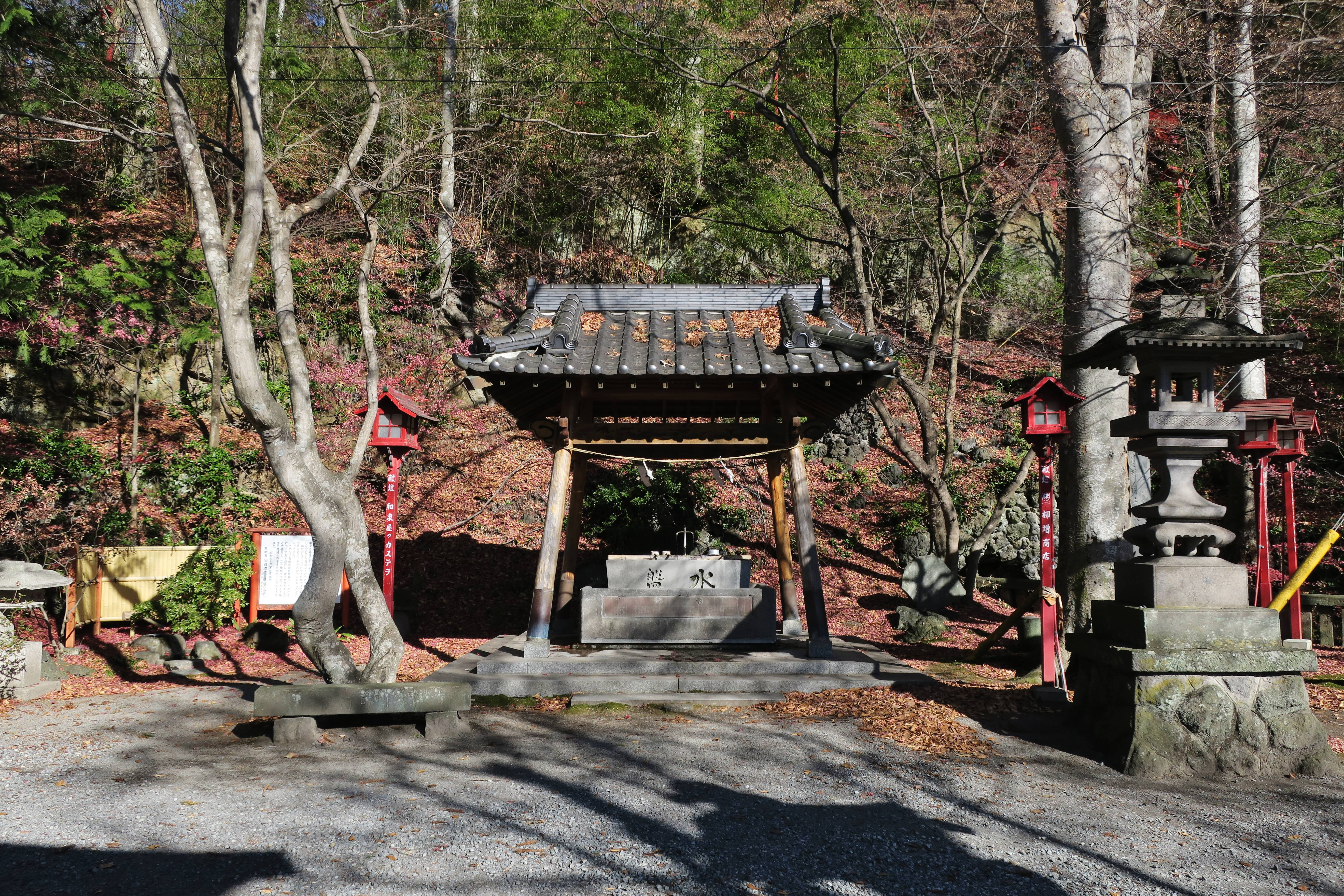
手水舎
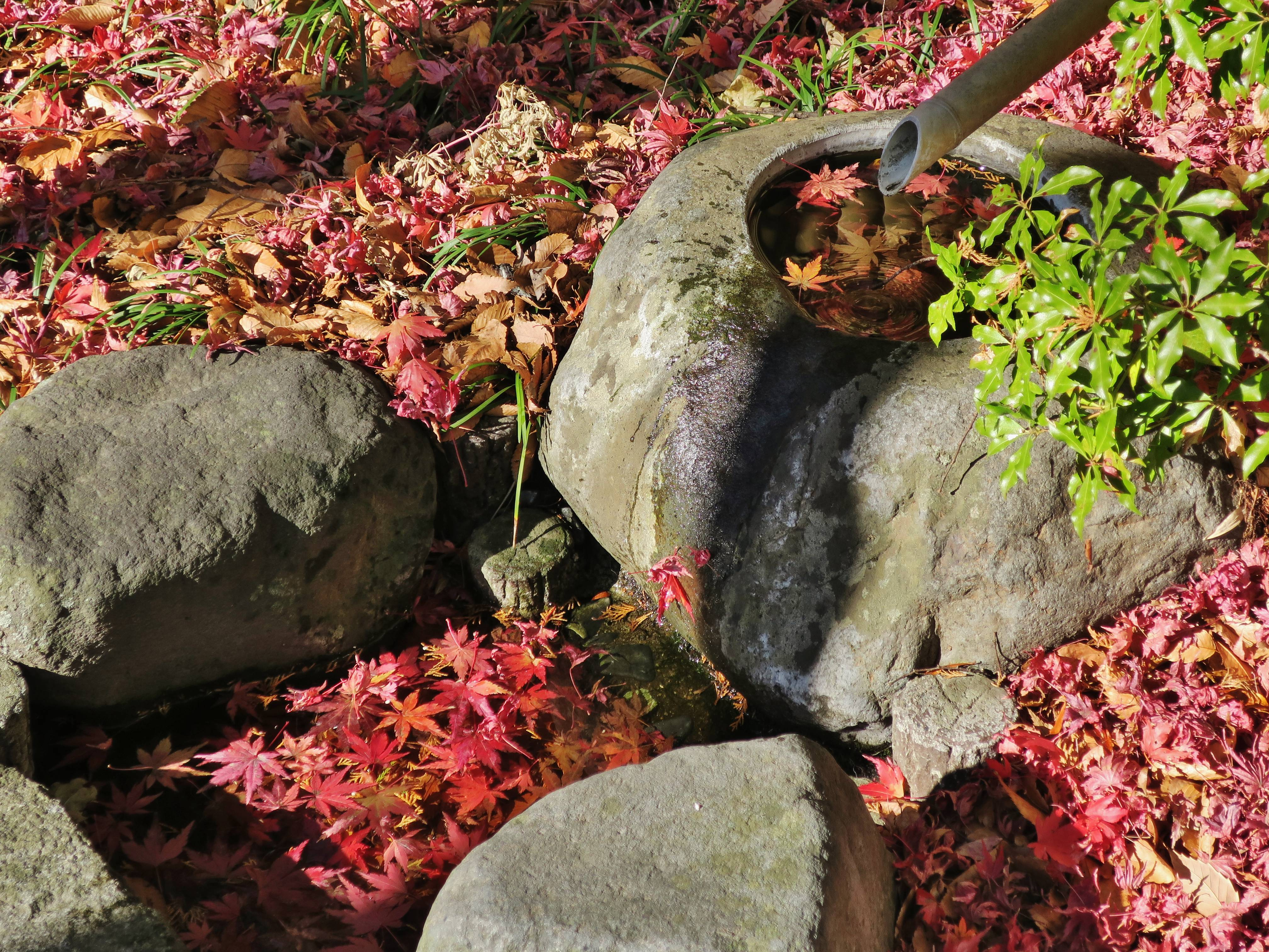
水琴窟
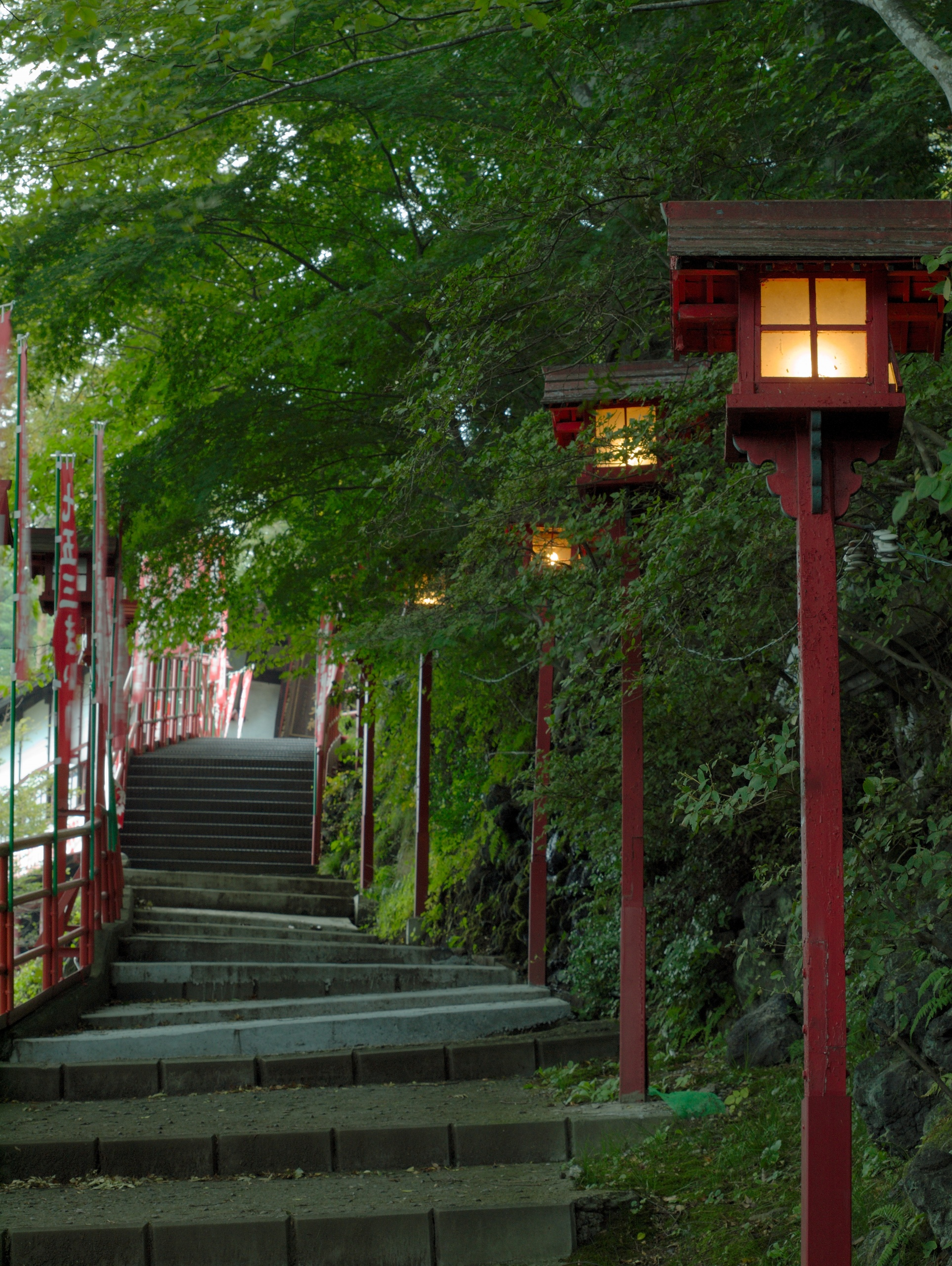
参道
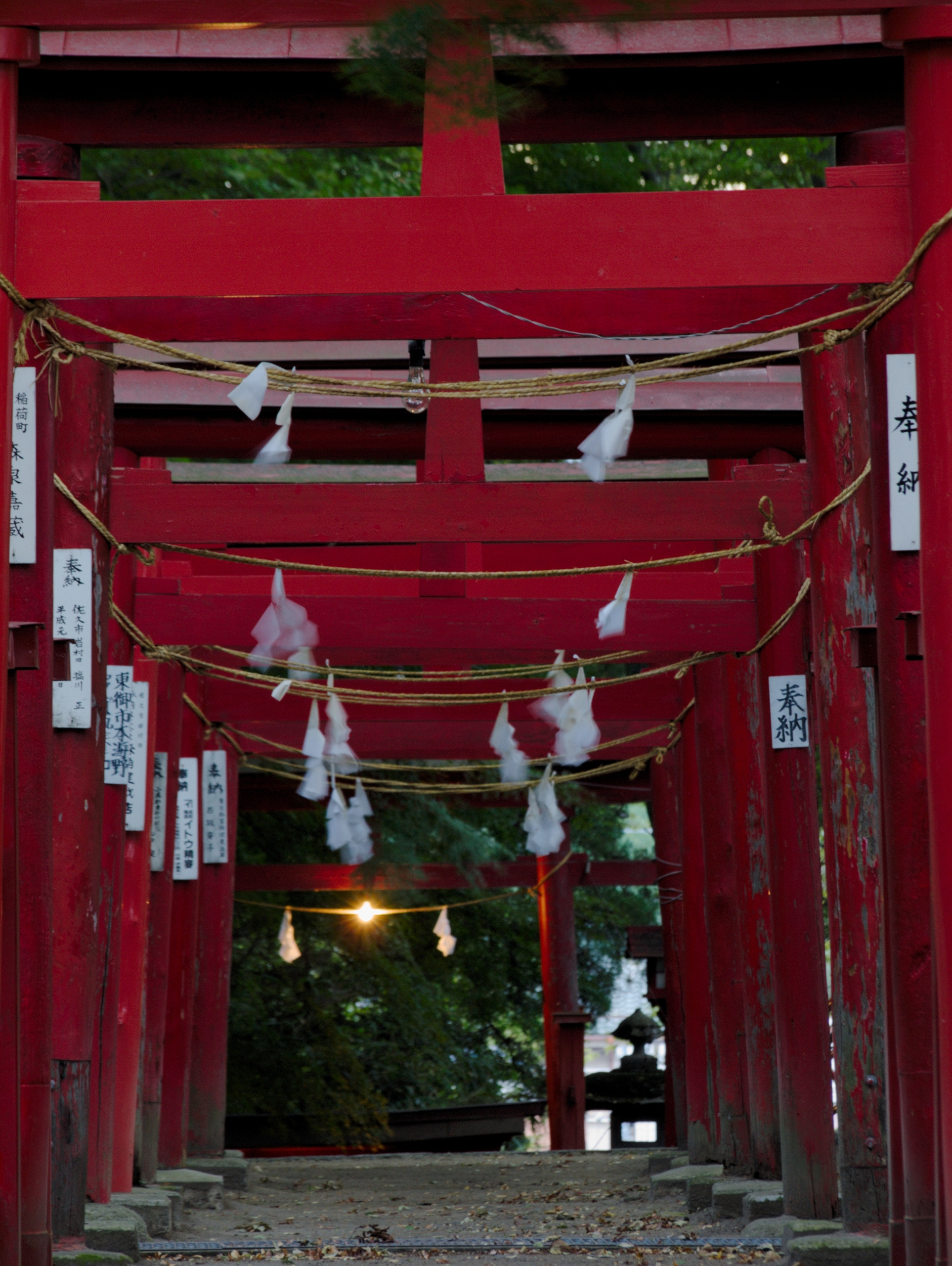
鳥居列
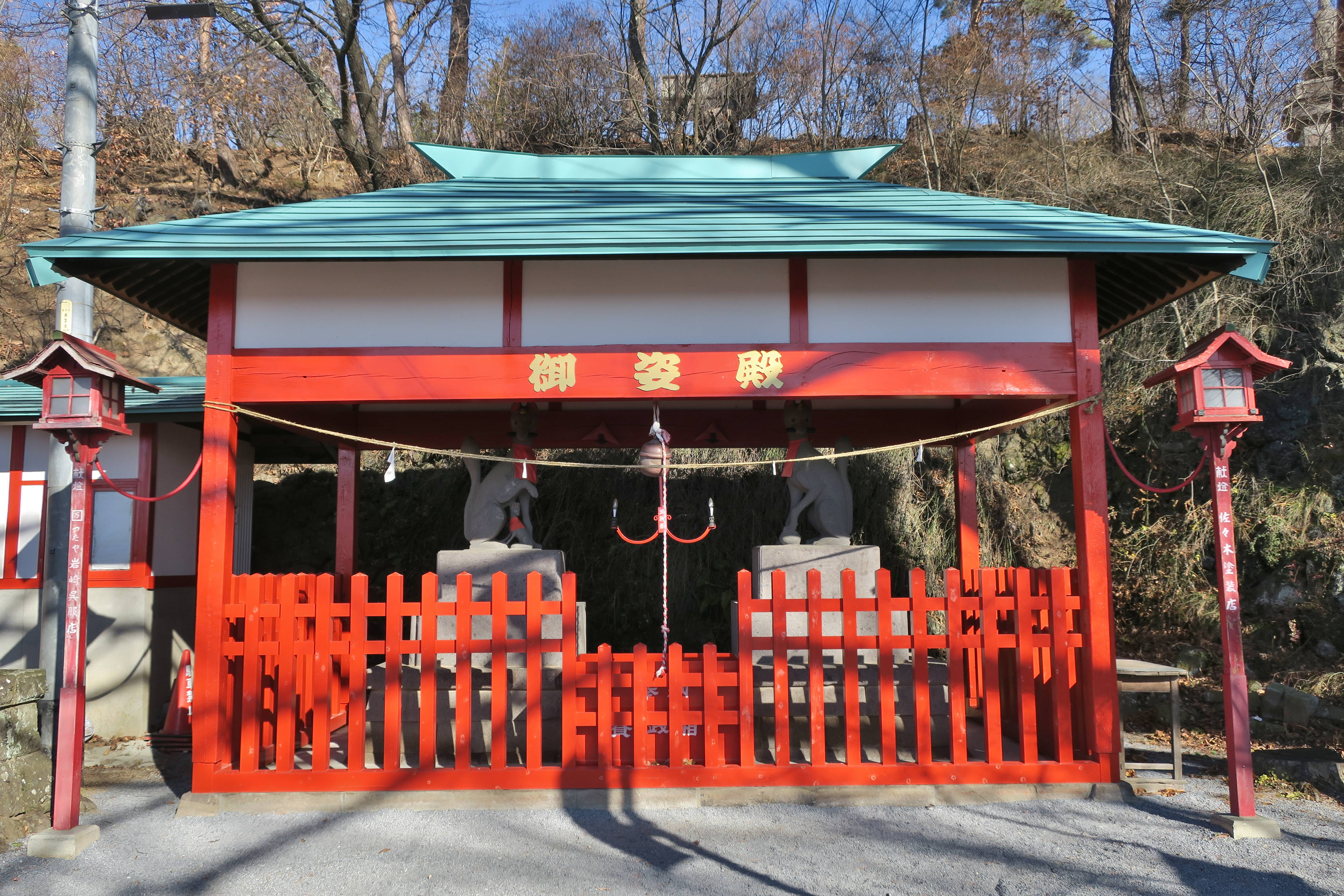
御姿殿
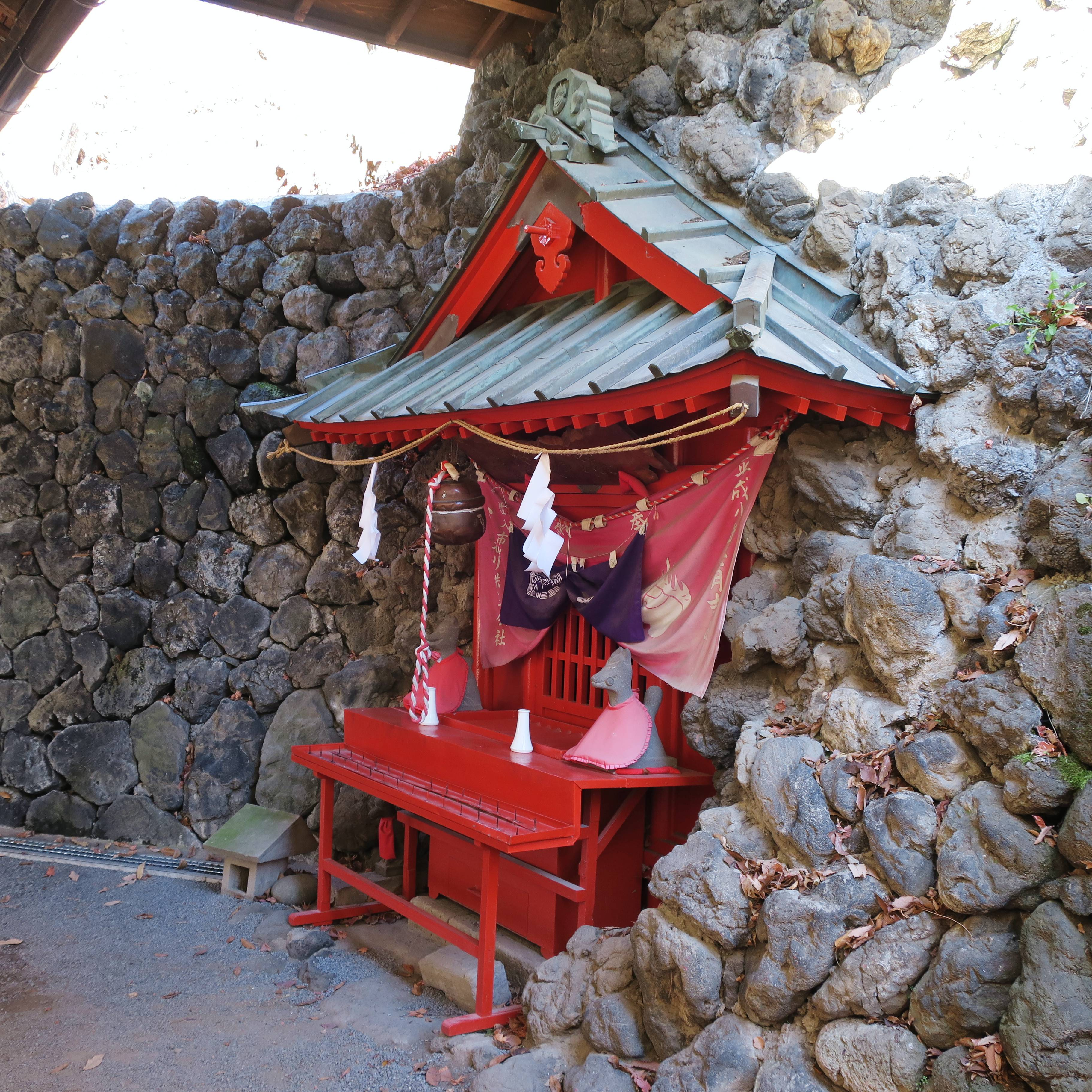
旧本殿
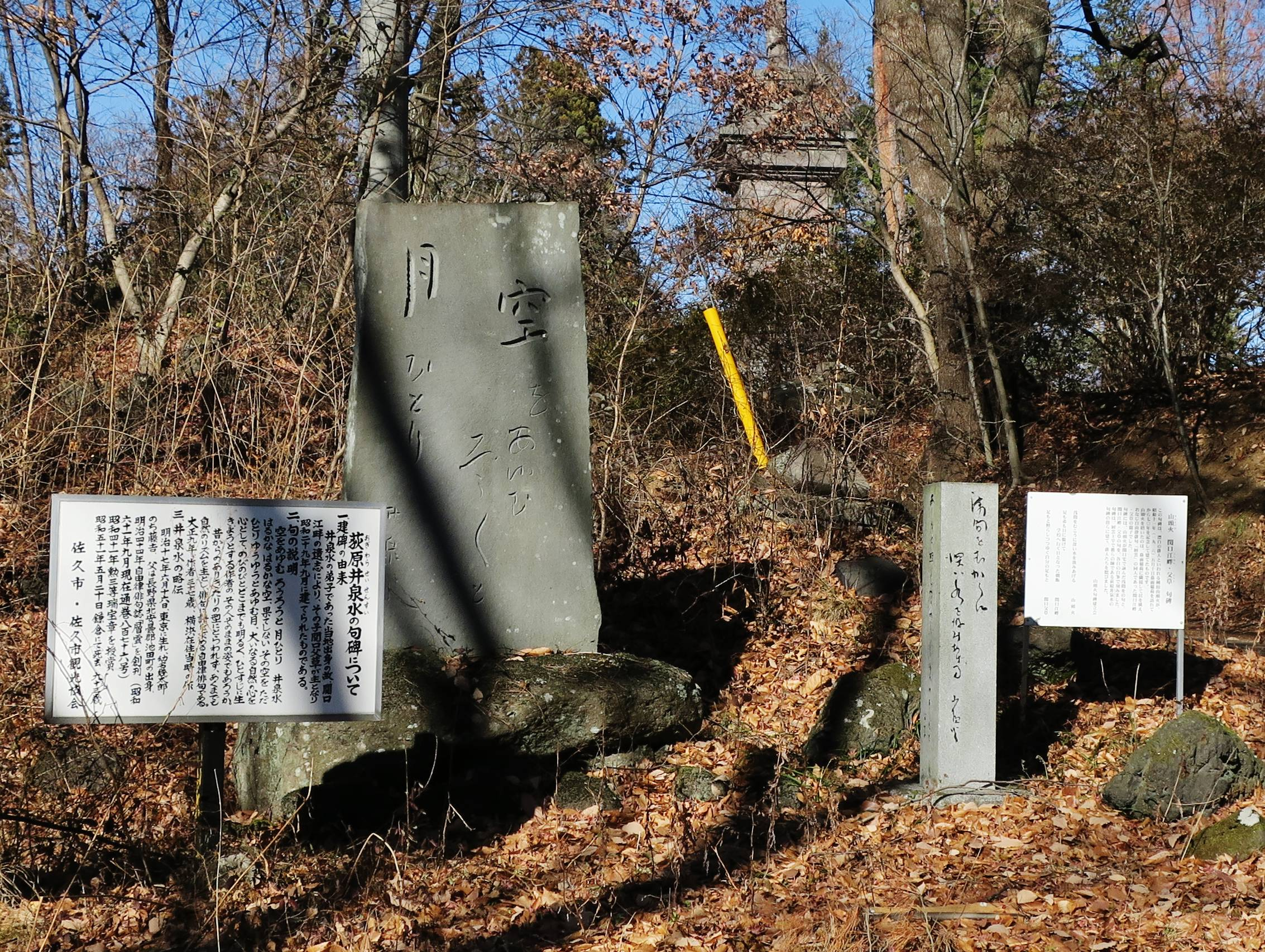
荻原井泉水・種田山頭火の石碑
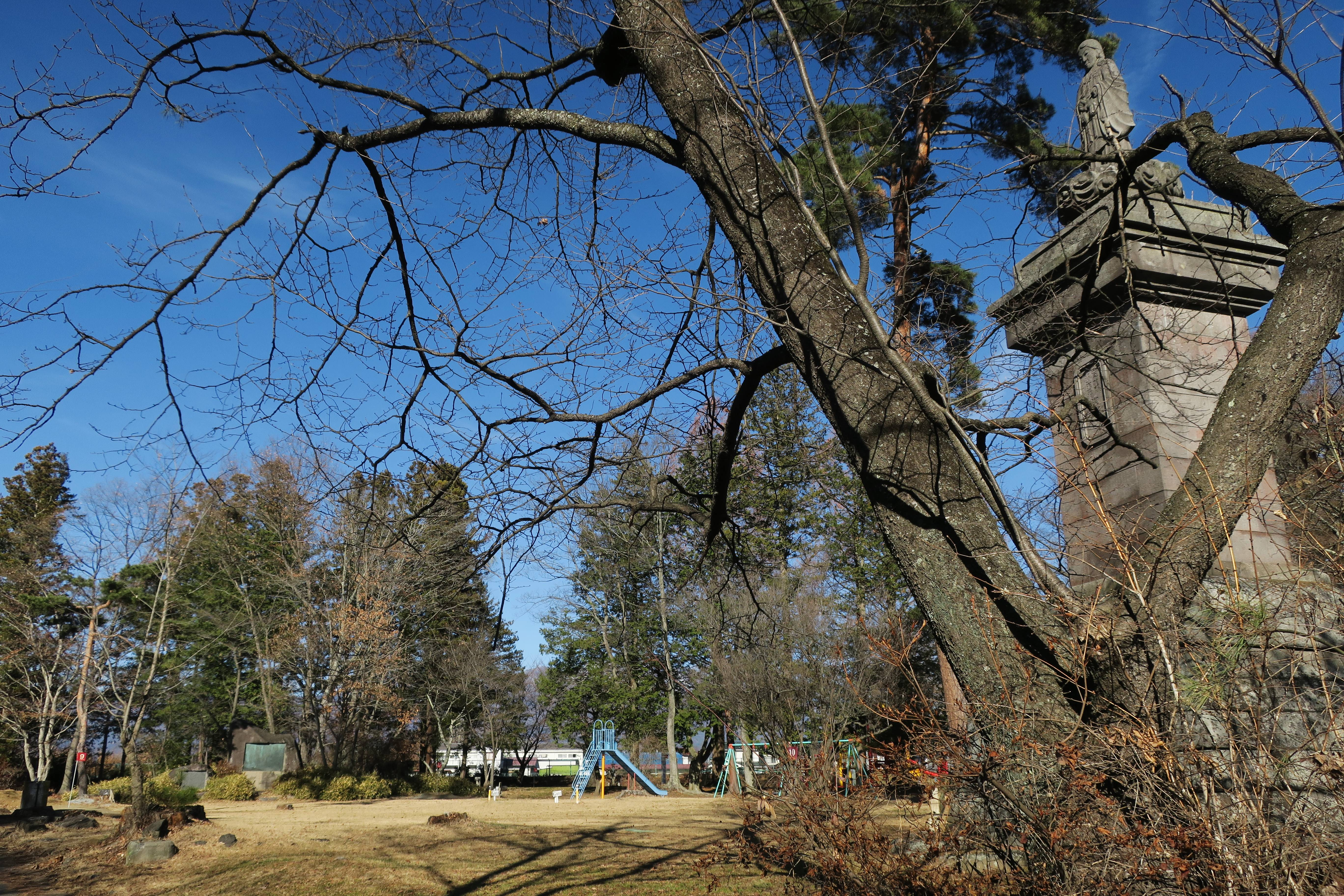
鼻顔公園 一角に山室静の「故郷」の碑が建つ（左下）。

## 祭事
- 歳旦祭（1月1日）[8]
- 初午祭（大祭、2月11日） - 屋台・露店商が並び、参拝客で賑わう[2][4]。
- 二の午祭（2月二の午の日）[8]
- 小満祭（5月小満の日）[8]
- 例大祭（9月16日[8]、『北佐久郡志』では9月10日[3]）
- 除夜祭（12月31日）[8]

## 交通アクセス
公共交通機関
JR小海線・岩村田駅から徒歩15分間。
自家用自動車
上信越自動車道・佐久インターチェンジから5キロメートル、自動車で10分間。普通車5台が駐車可能な駐車場がある（近隣の鼻顔公園にもあり）。